# Nakamura (álbum)
Nakamura é o segundo álbum de estúdio da cantora francesa-malina Aya Nakamura, lançado em 2 de novembro de 2018. O álbum foi lançado pela Rec. 118 e Parlophone, subsidiárias da Warner Music France. Uma reedição do álbum foi lançado em 25 de outubro de 2019 com 4 faixas inéditas, incluindo um remix de "Sucette". O álbum vendeu 500 mil cópias na França, onde foi certificado como diamante, e 20.000 cópias vendidas na Bélgica, onde é certificado como disco de platina. No total, o álbum vendeu mais de 1 milhão de cópias mundialmente.
Comercialmente, o álbum entrou na lista dos mais vendidos da França, Bélgica, Países Baixos, Suíça, Itália e Espanha. O disco é certificado como platina duplo na França e ouro na Bélgica. Foi anunciado que o álbum foi certificado como disco de ouro nos Países Baixos, mas fontes contradizem-se sobre o assunto. Em março de 2021, Nakamura totaliza mais de 3 bilhões de streams nas plataformas digitais, sendo o álbum de língua francesa mais ouvido da história.

## Singles
"Djadja" alcançou o topo da França, onde recebeu um disco de diamante, na Bélgica, na Holanda e Roménia, e se tornou um grande sucesso em toda a Europa, se destacando nas paradas da Alemanha (com um remix com a cantora suíça Loredana Zefi), Israel, Suécia, Portugal, Grécia, Espanha, Suíça e Canadá. Tornou-se o "sucesso do verão de 2018" e o seu sucesso se estende em 2020 com o lançamento de um remix com a participação do cantor colombiano Maluma. Esse remix atingiu sucesso em países como a Argentina, Colômbia, Itália e Paraguai, além de ter atingido a 43ª posição na Billboard Hot Latin Songs, tabela das canções de língua espanholas mais ouvidas nos Estados Unidos.
"Copines" teve um sucesso semelhante ao de "Djadja" na França e consegueiu posicionar-se nas paradas dos Países Baixos, da Bélgica e da Suíça. O single "La Dot" passou mais despercebido, mas conseguiu ser certificado como ouro e, posteriormente, platina na França. "Pookie", já certificado como single de ouro antes do seu lançamento, foi certificado como platina no início de junho e depois como diamante em meados de agosto na França. O single tornou-se um sucesso e recebeu um certificado de ouro na Bélgica. "Soldat" foi lançado como quinto single do álbum em 13 setembro de 2019, atingindo a 6ª posição na parada oficial da França e recebendo certificado de ouro três meses depois. Em 25 de outubro de 2019, Nakamura lançou uma reedição do álbum com cinco novas canções, incluindo o single "40%", que foi certificado como diamante na França.

## Lista de faixas
| Nakamura — Standard edition |                         |                         |                                  |         |  |
| N.º                         | Título                  | Compositor(es)          | Produtores                       | Duração |  |
| 1.                          | "La dot"                | Aya Danioko             | Aloïs Zandry Vladimir Boudnikoff | 3:22    |  |
| 2.                          | "Djadja"                | Danioko                 | Aloïs Zandry Vladimir Boudnikoff | 2:51    |  |
| 3.                          | "Pompom"                | Danioko                 | Aloïs Zandry Vladimir Boudnikoff | 3:11    |  |
| 4.                          | "Copines"               | Danioko                 | Aloïs Zandry Vladimir Boudnikoff | 2:52    |  |
| 5.                          | "Pookie"                | Danioko Archibald Smith | Aloïs Zandry Vladimir Boudnikoff | 3:01    |  |
| 6.                          | "Ça fait mal"           | Danioko                 | Aloïs Zandry Vladimir Boudnikoff | 2:34    |  |
| 7.                          | "Faya"                  | Danioko                 | Aloïs Zandry Vladimir Boudnikoff | 2:47    |  |
| 8.                          | "Gangster"              | Danioko                 | Aloïs Zandry Vladimir Boudnikoff | 3:09    |  |
| 9.                          | "Sucette" (part. Niska) | Danioko Niska           | Aloïs Zandry Vladimir Boudnikoff | 2:47    |  |
| 10.                         | "Whine Up"              | Danioko                 | Aloïs Zandry Vladimir Boudnikoff | 3:19    |  |
| 11.                         | "Gang" (part. Davido)   | Danioko Davido          | Aloïs Zandry Vladimir Boudnikoff | 3:31    |  |
| 12.                         | "Dans ma bulle"         | Danioko                 | Aloïs Zandry Vladimir Boudnikoff | 2:38    |  |
| 13.                         | "Oula"                  | Danioko                 | Aloïs Zandry Vladimir Boudnikoff | 2:39    |  |

| Nakamura — Deluxe edition |                                 |                                                  |                                  |         |  |
| N.º                       | Título                          | Compositor(es)                                   | Produtores                       | Duração |  |
| 14.                       | "Soldat"                        | Danioko Haristone                                | Aloïs Zandry Vladimir Boudnikoff | 3:05    |  |
| 15.                       | "Idiot"                         | Danioko                                          | Aloïs Zandry Vladimir Boudnikoff | 2:46    |  |
| 16.                       | "40%"                           | Danioko                                          | Aloïs Zandry Vladimir Boudnikoff | 2:55    |  |
| 17.                       | "Claqué"                        | Danioko                                          | Aloïs Zandry Vladimir Boudnikoff | 2:36    |  |
| 18.                       | "Sucette (Remix)" (part. Niska) | Danioko Niska                                    | Aloïs Zandry Vladimir Boudnikoff | 4:17    |  |
| 19.                       | "Djadja (Remix)" (part. Maluma) | Danioko Edgar Barrera Stiven Rojas Vicente Barco | Aloïs Zandry Vladimir Boudnikoff | 2:47    |  |

## Desempenho nas tabelas musicais
| Tabela Musical (2018–19)           | Melhor posição |
| ---------------------------------- | -------------- |
| Bélgica (Flandre Ultratop)         | 29             |
| Bélgica (Wallonie Ultratop)        | 8              |
| Espanha (Promusicae Streaming)     | 92             |
| França (SNEP Megafusion)           | 3              |
| França (SNEP Téléchargement)       | 3              |
| França (SNEP Physique)             | 9              |
| Itália (FIMI)                      | 90             |
| Países Baixos (Mega Album Top 100) | 10             |
| Suíça (Charts Romandie)            | 19             |
| Suíça (Schweizer Hitparade)        | 20             |

| Tabela Musical (2018)       | Melhor posição |
| --------------------------- | -------------- |
| Bélgica (Wallonie Ultratop) | 67             |

## Certificações
| Região                                                        | Certificação | Vendas   |
| ------------------------------------------------------------- | ------------ | -------- |
| Bélgica (BEA)                                                 | Platina      | 20.000‡  |
| Canadá (Music Canada)                                         | Ouro         | 40.000‡  |
| Dinamarca (IFPI Dinamarca)                                    | Ouro         | 10.000‡  |
| França (SNEP)                                                 | Diamante     | 500.000‡ |
| Itália (FIMI)                                                 | Ouro         | 25.000‡  |
| ‡vendas+valores de streaming baseados somente na certificação |              |          |

## Turnê
Nakamura Tour foi a primeira turnê da cantora francesa-malina Aya Nakamura, em apoio ao seu segundo álbum de estúdio, Nakamura (2018). A turnê foi oficialmente anunciada nas redes sociais da intérprete em 22 de outubro de 2018 e percorre arenas, casas de espetáculos e festivais da África e Europa, começando em 30 de março de 2019 no L'Espace Julien em Marseille, França, e terminando em 19 de dezembro do mesmo ano no Le Liberté em Rennes, França, totalizando quarenta e oito concertos.

### Datas
| Data                   | Cidade             | País       | Local                       |
| ---------------------- | ------------------ | ---------- | --------------------------- |
| Parte 1                |                    |            |                             |
| Europa                 |                    |            |                             |
| 30 de março de 2019    | Marseille          | França     | L'Espace Julien             |
| 31 de março de 2019    | Paris              | França     | L'Olympia                   |
| 3 de abril de 2019     | Bordeaux           | França     | Le Rocher de Palmer         |
| 10 de abril de 2019    | Tours              | França     | L'Escale                    |
| 17 de abril de 2019    | Lille              | França     | Le Splendid                 |
| 21 de abril de 2019    | Bourges            | França     | Le W                        |
| 24 de abril de 2019    | Toulouse           | França     | Le Bikini                   |
| 25 de abril de 2019    | Lyon               | França     | Le Transbordeur             |
| 3 de maio de 2019      | Rennes             | França     | L'Étage                     |
| 4 de maio de 2019      | Le Havre           | França     | Le Tétris                   |
| 10 de maio de 2019     | Nancy              | França     | L'Autre Canal               |
| 25 de maio de 2019     | Clermont-Ferrand   | França     | La Coopérative de Mai       |
| 28 de maio de 2019     | Strasbourg         | França     | La Laiterie                 |
| 29 de maio de 2019     | Esch-sur-Alzette   | Luxemburgo | Rockhal Main Hall           |
| 1 de junho de 2019     | Paris              | França     | Bosque de Vincennes         |
| África                 |                    |            |                             |
| 26 de junho de 2019    | Rabat              | Marrocos   | L'OLM Souissi               |
| Europa                 |                    |            |                             |
| 29 de junho de 2019    | Montauban          | França     | Jardin Des Plantes          |
| 30 de junho de 2019    | Marmande           | França     | Plaine de la Filhole        |
| 3 de julho de 2019     | Paris              | França     | Parvis de l'Hôtel de Ville  |
| 4 de julho de 2019     | Liège              | Bélgica    | Parc Astrid de Coronmeuse   |
| 6 de julho de 2019     | Calvi              | França     | Théâtre de Verdure          |
| 8 de julho de 2019     | Argelès-sur-Mer    | França     | Parc de Valmy               |
| 12 de julho de 2019    | La Rochelle        | França     | Esplanade Saint Jean d'Acre |
| 19 de julho de 2019    | Carhaix-Plouguer   | França     | La Prairie de Kerampuilh    |
| 21 de julho de 2019    | Brive-la-Gaillarde | França     | Place du 14 Juillet         |
| 3 de agosto de 2019    | Lunel              | França     | Arène Francis San Juan      |
| 12 de agosto de 2019   | Le Lavandou        | França     | Chapiteau de la Mer         |
| 24 de agosto de 2019   | Anvers             | Bélgica    | Middenvijver                |
| 25 de agosto de 2019   | Namur              | Bélgica    | Citadelle de Namur          |
| Parte 2                |                    |            |                             |
| Europa                 |                    |            |                             |
| 21 de novembro de 2019 | Saint-Omer         | França     | Sceneo                      |
| 24 de novembro de 2019 | Lille              | França     | Zénith Aréna                |
| 25 de novembro de 2019 | Bruxeles           | Bélgica    | Forest National             |
| 27 de novembro de 2019 | Paris              | França     | Le Zénith                   |
| 28 de novembro de 2019 | Rouen              | França     | Zénith de Rouen             |
| 30 de novembro de 2019 | Marseille          | França     | Le Dôme                     |
| 1 de dezembro de 2019  | Dijon              | França     | Zénith de Dijon             |
| 2 de dezembro de 2019  | Nancy              | França     | Zénith du Grand Nancy       |
| 3 de dezembro de 2019  | Esch-sur-Alzette   | Luxemburgo | Rockhal Main Hall           |
| 8 de dezembro de 2019  | Lyon               | França     | Halle Tony Garnier          |
| 9 de dezembro de 2019  | Boulazac           | França     | Le Palio                    |
| 10 de dezembro de 2019 | Bordeaux           | França     | Arkea Arena                 |
| 11 de dezembro de 2019 | Nantes             | França     | Zénith Nantes Métropole     |
| 13 de dezembro de 2019 | Genève             | Suíça      | Arena de Genève             |
| 14 de dezembro de 2019 | Montpellier        | França     | Zénith Sud                  |
| 15 de dezembro de 2019 | Aurillac           | França     | Le Prisme                   |
| 17 de dezembro de 2019 | Caen               | França     | Zénith de Caen              |
| 18 de dezembro de 2019 | Amiens             | França     | Zénith d'Amiens             |
| 19 de dezembro de 2019 | Rennes             | França     | Le Liberté                  |